# Charlotte Church
Charlotte Maria Church (Llandaff, Cardiff, 1986. február 21. –) walesi énekesnő, dalszövegíró, színésznő és műsorvezető. Már kiskorában kitűnő tehetség volt. Mint klasszikus énekesnő volt ismert, ameddig át nem tért a popzenére 2005-ben. 2007-ig több, mint 10,3 millió albumot adott el világviszonylatban és kb. 20 000 000 fontot szerzett a The Charlotte Church Show harmadik évadjával.

## Pályafutása

### Gyermekkora
Még kisgyerek volt, amikor a számítástechnikai mérnökként dolgozó apja, Stephen Reed elhagyta a családot. Ezt követően az édesanyja új házasságot kötött James Church-csel, aki 1999-ben örökbe fogadta és a nevére vette a római katolikus vallásban nevelkedett Charlotte-ot. Énekesi pályájának kezdetei 11 éves korára, 1997-re tehetők, amikor telefonon keresztül elénekelte Andrew Lloyd Webber "Pie Jesu" című szerzeményét egy televíziós show-műsorban. Még abban az évben bemutatkozhatott az ITV Big, Big Talent Show című tehetségkutatójában, amit hamarosan több koncert is követett Cardiffban, a Royal Albert Hallban és Antwerpenben. Ettől kezdve élete az iskola és az előadóművészet között egyensúlyozva telt.

### 1998–2005: Klasszikus zenei karrierje
Klasszikus zenei előadóként Charlotte Church elsősorban angol, walesi, latin, olasz és francia nyelvű darabokat énekel. Pályája kezdetén ismerkedett össze egy cardiffi impresszárióval, Jonathan Shalittel, aki vállalta, hogy a menedzsere lesz, és hamarosan tető alá is hozott egy szerződést a Sony Music-kal. Charlotte első albuma, amely a Voice of an Angel [magyar fordításban Egy angyal hangja] címet kapta, klasszikus áriák, szenténekek és tradicionális darabok válogatása volt és világszerte sok millió példányban kelt el. A lemez első helyre került a brit eladási listákon a crossover zene műfajában, és ezzel Charlotte lett minden idők legfiatalabb előadója, aki ilyen helyezést ért el. Ő énekli a Jean d'Arc című film zenéjét is, amelyet Christian Duguay rendezett.
Második albuma, melynek címe a saját neve lett, ugyancsak főként klasszikus operaáriákat, egyházi dalokat és walesi népdalokat, népzenei eredetű énekeket tartalmazott. A lemez első számát, a szárnyaló és lélekemelő, Just Wave Hello című Danny Beckerman-szerzeményt 2000-ben a millenniumi reklámkampánya fő dalának választotta a Ford Motor Company. A dal teljes hosszúságú videóklipje, Charlotte Church közreműködésével komoly elismerést szerzett a detroiti nemzetközi járműkiállításon is, rengeteg új rajongót hozva a még ekkor is csak 14 esztendős előadónak. A dal a brit slágerlistákon a 31. helyezésig jutott fel.
2000-ben jelentette meg következő, Dream a Dream című albumát, melyen zömmel karácsonyi tematikájú dalok kaptak helyet, de ezen szerepelt Charlotte-nak a popzenei irányok felé tett első próbálkozása is, a címadó Dream a Dream, mely a dallamát Gabriel Fauré Pavane című szerzeményétől kölcsönözte, és közreműködött benne egy amerikai countryénekes kisfiú, Billy Gilman is.
A következő évben, Enchantment címmel megjelent újabb lemezre még több olyan dal került, amelyek a pop, swing vagy éppen a broadwayi musicalek hangulatát közvetítik. A fiatal énekesnő ugyanebben az évben, 2001-ben kapta meg az első mozifilmes felkérését, amikor is Ron Howard filmjében, az Egy csodálatos elme című filmdrámában működhetett közre. Céline Dion ebben az időben épp egy koncertsorozat kötelezettségeit vállalta magára Las Vegasban, így nem tudta elvállalni az egyébként neki szánt főcímdal eléneklését – James Horner, a film zeneszerzője ezt követően kérte fel Charlotte Churchöt az "All Love Can Be" című szám eléneklésére, és ehhez át is írta a dalt az ő hangterjedelmének megfelelően.
2002-ben, 16 évesen jelentette meg az addigi albumok legsikeresebb dalainak válogatáslemezét, Prelude: The Best of Charlotte Church címmel, ami egyben klasszikus zenei pályájának a lezárását is jelentette.

### 2005–09: Popzenei karrier;Tissues and Issues

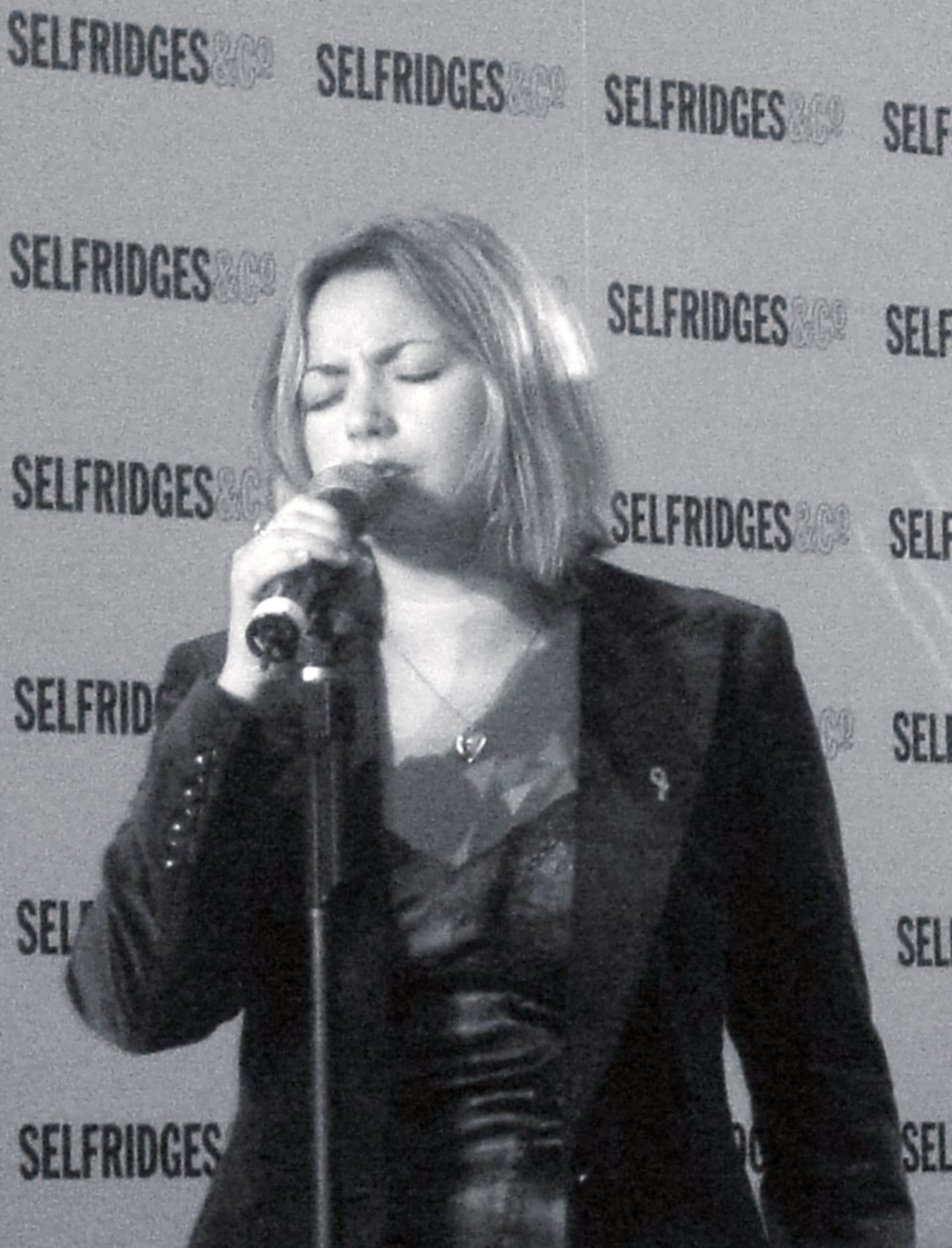
Charlotte Church egy 2005. októberi fellépésén

2005-ben Charlotte Church kiadta első popzenei albumát Tissues and Issues címmel, melyről négy szám ért el különböző fokú, mérsékelt sikereket Nagy-Britanniában (a "Crazy Chick" a 2., a "Call My Name" a 10., a "Moodswings" 14., az "Even God Can't Change the Past" pedig a 17. helyig tudott feljutni a brit slágerlistákon). Bár ugyanezeket a számokat Ausztráliában is kiadták, ott közel sem tudtak eljutni a siker hasonló szintjeiig. Az Egyesült Államokban ugyanezt a popzenei albumot az Amazon.com adta ki MP3 formátumban, illetve iTunes-on 2009-ben.
2006 áprilisában Charlotte három koncertet is adott, Glasgowban, Londonban és Cardiffban, 2-3000 fő közötti befogadóképességű létesítményekben, s az utóbbi két helyszín koncertjei telt házzal zajlottak. Ezeken az alkalmakon az énekesnő, a New Druids nevű ír zenekar kíséretében jó néhány számot adott elő a poppiacon debütáló előző évi albumáról, kiegészítve olyan közismert zeneszámokkal, mint Prince "Kiss" vagy Gloria Estefan "Rhythm is Gonna Get You" című dalai. Charlotte készen állt arra is, hogy ugyanezzel a produkcióval egy hosszabb turnén vegyen részt, ez azonban nem valósult meg.

## Diszkográfia
- Voice of an Angel (1998)
- Charlotte Church (1999)
- Dream a Dream (2000)
- Enchantment (2001)
- Tissues and Issues (2005)
- Back to Scratch (2010)

## Film- és televíziós szerepek
| Television | Television                | Television     | Television     |
| Év         | Cím                       | Szerep         | Jegyzetek      |
| ---------- | ------------------------- | -------------- | -------------- |
| 1997       | Touched by an Angel       | önmaga         | epizódszereplő |
| 1999       | Heartbeat                 | Katie Kendall  | vendégszereplő |
| 2002–2012  | Have I Got News For You   | önmaga         | előadó         |
| 2003       | I'll Be There             | Olivia Edmonds | főszereplő     |
| 2005       | The Catherine Tate Show   | önmaga         | epizódszereplő |
| 2006–2008  | The Charlotte Church Show | önmaga         | előadó         |
| 2008       | Katy Brand's Big Ass Show | változó        | vendégszereplő |
| 2010       | Hospital 24/7             | önmaga         | vendégszereplő |

## Díjai, elismerései
| Év   | Díj                                    | Kategória                                  | Eredmény |
| ---- | -------------------------------------- | ------------------------------------------ | -------- |
| 2000 | Classical BRIT Awards                  | Legjobb női előadó                         | Jelölve  |
| 2000 | Classical BRIT Awards                  | Az év brit előadója                        | Elnyerte |
| 2000 | Hollywood Reporters Young Star Awards  | Legjobb fiatal zenei előadó                | Elnyerte |
| 2000 | Institute of Public Relations in Wales | Az év millenniumi hírvivője                | Elnyerte |
| 2002 | Rear of the year                       | N/A                                        | Elnyerte |
| 2005 | GQ Awards                              | Az év nője                                 | Elnyerte |
| 2006 | Brit Awards                            | Best British Female                        | Jelölve  |
| 2006 | Loaded Magazine LAFTA Awards           | A legszórakoztatóbb televíziós személyiség | Elnyerte |
| 2006 | Glamour Awards                         | Szerkesztők díja                           | Elnyerte |
| 2006 | Glamour Awards                         | Az év szólista előadóművésze               | Elnyerte |
| 2006 | British Comedy Awards                  | A legjobb női újonc                        | Elnyerte |
| 2007 | Glamour Awards                         | Az olvasók kedvenc televíziós személyisége | Elnyerte |
| 2008 | Rose d'Or Awards                       | A legjobb szórakoztató                     | Jelölve  |

## Fordítás
Ez a szócikk részben vagy egészben  a   Charlotte Church című angol Wikipédia-szócikk fordításán alapul.  Az eredeti cikk szerkesztőit annak laptörténete sorolja fel. Ez a jelzés csupán a megfogalmazás eredetét és a szerzői jogokat jelzi, nem szolgál a cikkben szereplő információk forrásmegjelöléseként.